# Vale das Mós
Vale das Mós ist ein Dorf und eine ehemalige Gemeinde (Freguesia) im portugiesischen Kreis Abrantes im Distrikt Santarém.

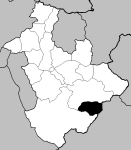
Lage der Freguesia Vale das Mós im Kreis Abrantes bis September 2013

Die Freguesia Vale das Mós hatte eine Fläche von 24,5 km² und 587 Einwohner (Stand 30. Juni 2011).

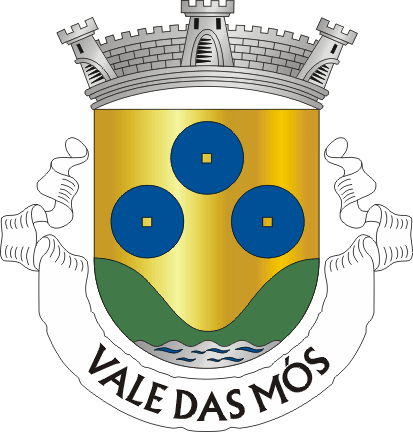
Das Wappen der ehemaligen Freguesia

Am 29. September 2013 wurden die Freguesias Vale das Mós und São Facundo zur neuen Freguesia União das Freguesias de São Facundo e Vale das Mós zusammengefasst.